# Dalbeattie
Dalbeattie är en ort i Storbritannien.   Den ligger i kommunen Dumfries and Galloway och riksdelen Skottland, i den centrala delen av landet, 400 km nordväst om huvudstaden London. Dalbeattie ligger 12 meter över havet och antalet invånare är 4 205.
Terrängen runt Dalbeattie är platt västerut, men österut är den kuperad. Dalbeattie ligger nere i en dal.  Dalbeattie är det största samhället i trakten. I omgivningarna runt Dalbeattie växer i huvudsak blandskog.